# Papfalva község
Papfalva község (románul: Comuna Popești) község Bihar megyében, Romániában. Központja Papfalva, beosztott falvai Almaszeg, Bodonos, Füves, Középes, Sebesújfalu, Várvíz.

## Népessége
A 2011-es népszámlálás adatai alapján a község népessége 7362 fő volt.